# 妄走族
妄走族（もうそうぞく）は、日本のヒップホップユニット。1998年に結成され、2015年に解散。

## 概要
メンバーの地元である世田谷区三軒茶屋近辺にて、自然発生的にグループが結成されていった。メンバーのうち数人は、1990年代後半まで世田谷エリアで結成されていた暴走族・三軒茶屋愚連隊の出身。ウータン・クランなどの影響を受け結成された。
2000年、アルバム『君臨』でデビュー。当時のメンバーは般若、DEN、VO a.k.a 狼（現KENTA5RAS）、MASARU、神、ZORRO、剣桃太郎、DJのTAKKI。
デビューするまでは、「カチコミ」と称して渋谷近辺で催されている有名ラッパーが集うイベントに無断で乗り込み、マイクジャックを繰り返しては自分達の存在をアピールしていた。メンバーはそれぞれソロでも活動をしている。
2014年9月22日、主要メンバーである般若が脱退。
2015年2月22日、東京・UNITで行われたイベント「核MIX FINAL『妄走族ワンマンライブ』」をもって解散する。

## メンバー
- DEN（でん）：MC/トラックメイカー
- ZORRO（ぞろ）：MC/トラックメイカー
- K5R（けーふぁいぶあーる）：MC - 旧名・VO（ぼー）、狼（おおかみ）、KENTA5RAS（けんたうらす）
- G-MAN（じーめん）：MC - 旧名・565（ごるご）
- 神（がみ）：MC
- MASARU（まさる）：MC
- 剣桃太郎（つるぎももたろう）：MC
- DJ TURBO（でぃーじぇー たーぼ）：DJ
- JACK HERER（じゃっくはーらー）：DJ

### 旧メンバー
- 般若（はんにゃ）：MC

## ディスコグラフィ

### シングル
- バビロン（2001年3月23日）
- GUERILLA（2004年5月26日）
- 塗りつぶせ（2013年12月30日）
- 走-RUN-（2014年1月30日）
- PRIDE（2014年2月28日）
- PROJECT TOKYO (feat. ZEUS, RAW-T, YOUNG FREEZ,SIMON JAP, 輪入道&十影)（2014年4月20日）

### LP
- 大麻合掌
- シューティングゲーム/サバイバルゲーム（2000年10月25日）
- NO.1（2000年11月22日）
- 族中法度（2000年12月20日）
- GRAND CHAMPION（2001年7月27日）
- BAD BOY BLUES(remix)（2001年11月21日）
- Project 妄（2003年4月5日）

### アルバム
- In Junction（1999年8月21日）「smorgas vs 妄走族」名義
- 君臨（2000年2月15日）
- GRAND CHAMPION（2001年7月11日）
- PROJECT妄（2003年3月26日）
- 進攻作戦（2004年7月21日）
- 牙 (2014年12月17日)

### MIX CD
- PROJECT TOKYO mixed by DJ NOBU a.k.a. BOMBRUSH!（2014年5月28日）